# Jim Jidhed
Jim Willy Jidhed, född 23 februari 1963 i Göteborg, är en svensk rocksångare.  
Jim Jidhed gjorde sig ett namn från början som sångare i rockbandet Alien som under slutet av 1980-talet hade en hit med balladen Only One Woman och låtar som Number One och Take me to heaven. I albumet Alien finns låten 'Brave New Love' avslutningslåten i skräckfilmen 'The Blob' (Faran Från Skyn) från 1988. Efter det släppte han sitt första soloalbum kallat Jim, där bl.a. Wild Young and Free, Silence is golden och Love Hurts gästar. Jidhed var även med i Melodifestivalen 1991 med Kommer du ihåg mig? där han kom på 3:e plats. 1997 deltog han i tävlingen med låten Charlie, som slutade på 10:e plats. År 2003 släpptes Full Circle. Den 12 februari 2007 släppte han albumet Reflektioner och under 2008 är han med på svensktoppen med låten I've Been Touched by You, fast denna gång som låtskrivare på Tove Jaarneks album Sound Of Romance som släpptes 19 november 2008. Under 2008 släppte Jidhed Jim plattan igen, denna gång via MTM. 
Han är systerson till silversmeden Rosa Taikon och son till författaren Katarina Taikon.

## Soloalbum
- Jag vill dansa natten är ung (1982), med Glamour.
- Jim (1990)
- Snart kommer natten (1991)
- Full Circle (2003), i samarbete med Tommy Denander.
- Reflektioner (2007)
- Tankar i vinternatt (2015)
- Push on Through (2017)

## Album Alien
- Alien (1988), med hårdrocksbandet Alien.
- Dark Eyes (2005), med återförenade Alien(Jim Jidhed och Tony Borg).
- Eternity (2014), med återförenade Alien- The Original lineup.

## Singlar
- Only One Woman - Alien (1988)
- Go Easy - Alien (1988)
- Wild Young and Free (1990)
- Kommer du ihåg mig? / Ridin' In A Love Storm (1991)
- Stan är inte stor nog (för oss två) / Kommer du ihåg mig? / Stan är inte stor nog (för oss två) (akustisk version) (1991)
- Snart Kommer Natten / Bara din / Silence Is Golden (1991)
- Charlie / Charlie (instrumental) (1997)
- För Alltid (2006)
- Du är min värld (2007)
- Det känns som förra sommaren (2007)
- Ready To Fly - Alien (2010)

## Oberoende singlar
- Woman is the Hunter (1988)
- Love Spins / Silence Is Golden / Heart To Heart (1991), gavs ut under namnet Jim
- Heaven touch my Heart (1996)
- Blue, Blue, Blue Village (1997)
- Blåvitt, blåvitt (1997)
- The Rose (1998)

### Fotnoter
1. ↑  Kai Martin (15 februari 2007). ”Seperationen gav Jidhed nya krafter” (på svenska). Expressen. http://www.expressen.se/noje/seperationen-gav-jidhed-nya-krafter/. Läst 11 september 2017.